# Obelisco di File

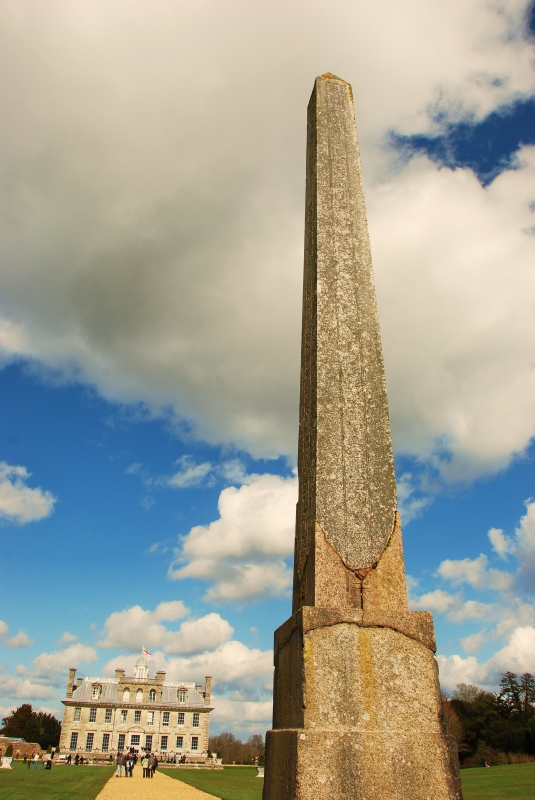
L'obelisco di File.

L'obelisco di File è uno dei due obelischi trovati a File in Egitto nel 1815 e successivamente acquistati da William John Bankes. Egli notò due iscrizioni su di esso, una in geroglifici (lingua egizia) l'altra in greco antico. Confrontando i due testi, Bankes credette di aver riconosciuto i nomi di "Tolomeo" e "Cleopatra" nei caratteri geroglifici. La sua scoperta è stata poi confermata da Thomas Young e Jean-François Champollion, e fu molto utile per quest'ultimo nel suo lavoro di decifrazione dei geroglifici egiziani ed in particolare sullo studio della Stele di Rosetta.
Le iscrizioni riportano una petizione dai sacerdoti egizi a File e la risposta favorevole da Tolomeo VIII e delle regine Cleopatra II e III, i documenti sono datati 118/117 a.C.
Durante il 1820 Bankes acquisitò l'obelisco trovato a File e lo fece trasportare nella sua tenuta di Kingston Lacy a Wimborne Minster, in Inghilterra. L'operazione è stata effettuata dall'avventuriero ed esploratore Giovanni Battista Belzoni. La dimora ora appartiene al National Trust e l'obelisco è ancora visibile nei giardini.